# Berg-Blasenfarn
Der Berg-Blasenfarn (Cystopteris montana) ist eine Pflanzenart aus der Gattung der Blasenfarne (Cystopteris) innerhalb der Familie der Wimperfarngewächse (Woodsiaceae).  Er ist auf der Nordhalbkugel in Eurasien und Nordamerika verbreitet.

## Beschreibung
Der Berg-Blasenfarn erreicht Wuchshöhen von 15 bis 45 Zentimetern. Er hat ein bis 20 Zentimeter langes und bis 4 Millimeter dickes, kriechendes Rhizom. Die Wedel stehen daher entfernt voneinander. Die Wedel sind doppelt bis vierfach gefiedert, ihre Spreite ist kürzer als der Blattstiel. Der Blattstiel ist bis 25 (bis 30) Zentimeter lang; der untere Teil ist dunkelbraun, der obere strohgelb. Er ist mit am Rand drüsigen Spreuschuppen bedeckt. Die Blattspreite ist im Umriss dreieckig-eiförmig (drei- bis fünfeckig) und dunkelgrün. Sie ist unterseits spärlich bis reichlich kleindrüsenhaarig. Sie besitzt auf jeder Seite bis zu 13 Fiedern. Die untersten sind sehr ungleichhälftig-eiförmig. Die Fiederchen dritter Ordnung sind fiederteilig; die Zähne sind kurz, oft ausgerandet und die Adern enden in der Bucht. Der Schleier (Indusium) ist fast kahl. Die Sporen reifen im Juli und August.

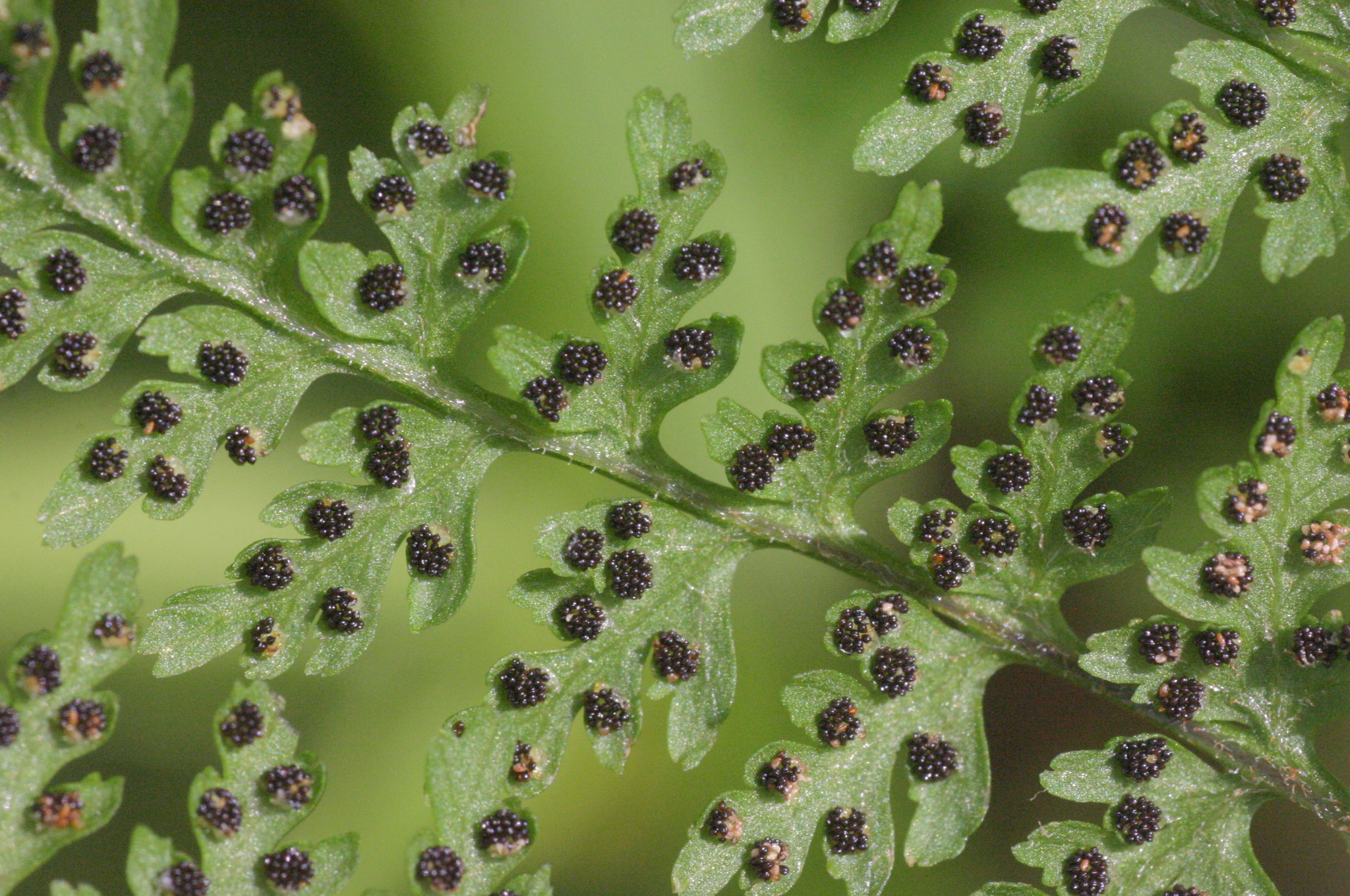
Wedel des Berg-Blasenfarns von unten, mit Sori

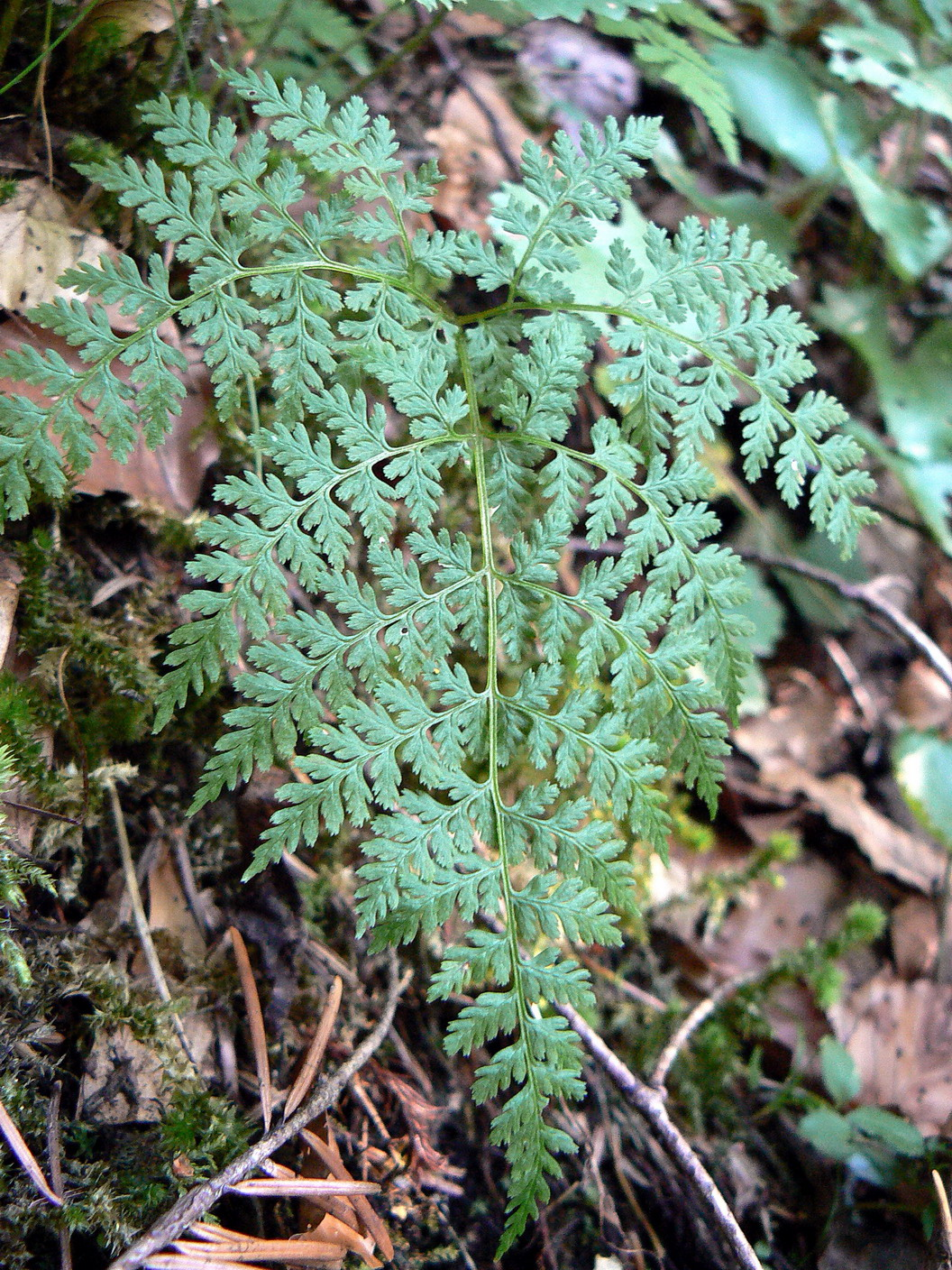
Berg-Blasenfarn (Cystopteris montana)

Die Chromosomenzahl ist 2n = 168.

## Vorkommen
Der Berg-Blasenfarn ist auf der Nordhalbkugel in Eurasien und Nordamerika verbreitet. In Europa kommt er in den Gebirgen, nordwärts bis Norwegen, südwärts bis zu den Pyrenäen, dem Apennin und Jugoslawien, dem Kaukasus und bis zu den Alpen in Höhenlagen von bis zu 2500 Metern zerstreut vor. In den Allgäuer Alpen steigt er im Tiroler Teil am Grat zwischen Grubachspitze und Sattelkarspitze bei Hinterhornbach bis zu 2100 Metern Meereshöhe auf. Er ist in Deutschland gesetzlich geschützt.
Der Berg-Blasenfarn kommt in Mitteleuropa besonders in den Alpen zerstreut in größeren Höhenlagen vor. Der Berg-Blasenfarn kommt in Baden-Württemberg und Bayern, in ganz Österreich mit Ausnahme von Wien und dem Burgenland sowie in der Schweiz vor. Auf der Schwäbischen Alb ist er selten, in den Alpen kommt er zerstreut vor. Er wächst auf feuchten, schattigen Kalkfelsen und auf Kalkgeröll in Bergwäldern. Er kommt in der montanen bis subalpinen Höhenstufe vor und hat von dieser Höhenverbreitung auch seinen Namen.
Cystopteris montana ist eine Assoziationscharakterart des Cystopteridetum montanae aus dem Verband Petasition paradoxi und kommt auch im Asplenio-Piceetum aus dem Verband Piceion abietis vor.
Die ökologischen Zeigerwerte nach Landolt & al. 2010 sind in der Schweiz: Feuchtezahl F = 3+ (feucht), Lichtzahl L = 3 (halbschattig), Reaktionszahl R = 4 (neutral bis basisch), Temperaturzahl T = 2 (subalpin), Nährstoffzahl N = 2 (nährstoffarm), Kontinentalitätszahl K = 2 (subozeanisch).

## Taxonomie
Der Berg-Blasenfarn wurde 1778 von Jean-Baptiste de Lamarck in Flore Françoise, ou descriptions succinctes de toutes les plantes qui croissent naturellement en France... ed. 1, Band 1, S. 23 als Polypodium montanum erstbeschrieben. Die Art wurde 1827 von Nicaise Auguste Desvaux in Mémoires de la Société Linnéenne de Paris Band 6, Teil 3, S. 264 als Cystopteris montana (Lam.) Desv. in die Gattung Cystopteris gestellt.